# Paracis indica
Paracis indica is een zachte koraalsoort uit de familie Plexauridae. De koraalsoort komt uit het geslacht Paracis. Paracis indica werd in 1905 voor het eerst wetenschappelijk beschreven door Thomson & Henderson. 